# 约翰·哈吉斯 (游泳运动员)
约翰·哈吉斯（英語：John Hargis，1975年7月3日—），美国男子游泳运动员。他曾代表美国参加1996年夏季奥林匹克运动会游泳比赛，获得男子4×100米混合泳接力金牌。